# Tyron Smith
Tyron Smith (geboren am 12. Dezember 1990 in Los Angeles, Kalifornien) ist ein ehemaliger US-amerikanischer American-Football-Spieler auf der Position des Offensive Tackles. Er spielte College Football für die University of Southern California (USC), bevor er in der ersten Runde des NFL Draft 2011 von den Dallas Cowboys ausgewählt wurde und für die er 13 Jahre lang in der National Football League (NFL) aktiv war. In der Saison 2024 spielte Smith für die New York Jets.

## Frühe Jahre
Smith besuchte die Rancho Verde High School in Moreno Valley, Kalifornien, wo er in der Offensive- und Defensive-Line Football spielte. Er erhielt mehrere Auszeichnungen und wurde u. a. zum All-American gewählt. Rivals.com bewertete ihn als Fünfsternetalent, und er wurde auf der Liste der besten Tackles des Landes auf Position sechs geführt.
Zusätzlich war er als Leichtathlet aktiv, wo seine Bestwerte 14,23 m im Kugelstoßen und 46,62 m im Diskuswurf betrugen.
Nach seiner Schulzeit besuchte er die University of Southern California, wo er ab 2008 drei Spielzeiten für die USC Spartans spielte. Als Rookie war er Ersatz für Left-Tackle Charles Brown, der auch bei den Dallas Cowboys sein Teamkollege ist. Er kam in zehn Spielen zum Einsatz und spielte auch in den Special Teams. Ein Jahr später wurde er Stammspieler als Right Tackle und lief in allen Spielen von Beginn auf. 2010 kämpfte er mit Matt Kalil um den Posten als Browns Nachfolger auf der linken Seite und verlor, wodurch er weiterhin rechts eingesetzt wurde. Am Ende der Saison wurde er zum All-Pac-10 ernannt und gewann die Morris Trophy für den besten Lineman der Conference.

## NFL

### Dallas Cowboys
Vor dem NFL Draft 2011 galt Smith neben Gabe Carimi, Anthony Castonzo und Nate Solder als einer der besten verfügbaren Offensive Tackles. Die Dallas Cowboys wählten ihn schließlich als ersten Offensive Lineman an neunter Stelle der ersten Runde, und er unterschrieb einen Vierjahresvertrag über 12,5 Millionen US-Dollar.
Als Rookie lief er 2011 wieder als rechter Tackle auf, weil Doug Free auf die linke Seite wechselte, und machte als Stammspieler jedes Spiel. Im nächsten Jahr wechselte Smith mit Free die Seiten und lief auf seiner favorisierten linken Seite auf. 2013 stieg er zu einem der besten Tackles der NFL auf, als er in 16 Spielen nur einen Sack zuließ und nur eine Holding-Strafe verursachte. Nach der Saison wurde er in seinen ersten Pro Bowl gewählt, wo er für Team Rice spielte. Vor der Saison 2014 unterschrieb Smith bei den Cowboys eine Vertragsverlängerung über acht Jahre für 109 Millionen Dollar, was ihn zu diesem Zeitpunkt zum bestbezahlten Offensive Lineman der NFL machte.

### New York Jets
Im März 2024 unterschrieb Smith einen Einjahresvertrag über bis zu 20 Millionen US-Dollar bei den New York Jets. Nach der Saison beendete Smith seine Karriere.